# Philippe Uchan
 (décembre 2018).
Cet article possède un paronyme, voir Philippe Magnan.
Philippe Uchan est un acteur, metteur en scène et chanteur français, né le 2 février 1962 à Toulouse.

## Biographie
Originaire de Toulouse, Philippe Uchan monte à Paris en 1982 et s'inscrit au cours Florent. En 1985, il entre au conservatoire national supérieur d'art dramatique (en même temps que Denis Podalydès) dont il ressort en 1988. Par la suite, il est engagé au Théâtre Nanterre-Amandiers où il joue sous la direction de Jean-Pierre Vincent. Aux côtés de Daniel Auteuil, il joue à Avignon Les Fourberies de Scapin, puis avec Eric Elmosnino Les Caprices de Marianne aux Amandiers. Au théâtre, il poursuit une riche carrière durant les années 1990, jouant Molière, Victor Hugo, Jean Giraudoux, Marivaux, sous la direction de Jean-Luc Tardieu, Gildas Bourdet, Pierre Mondy ou Alain Sachs. De 1994 à 1996, il entreprend deux tours de chant, en compagnie d'Olivier Lancelot, où il interprète des chansons françaises. 
Au cinéma, il a surtout interprété des seconds rôles. Yves Robert lui offre son premier rôle important en 1990, celui de Bouzigue dans Le Château de ma mère. Ce rôle lui vaut d'être nommé au César du meilleur espoir masculin. Puis viennent les riches collaborations avec Albert Dupontel (Bernie, Le Créateur, Enfermés dehors...) et Bruno Podalydès (Dieu seul me voit, Liberté-Oléron...). Deux cinéastes qui l’intègrent à leur univers. Aux côtés de Denis Podalydès, il sera de l'adaptation au cinéma d'André le Magnifique. Il apparaît également dans divers téléfilms (Clara, une passion française de Sébastien Grall, La Rupture de Laurent Heynemann).

## Filmographie

### Cinéma
- 1984 : La Vengeance du serpent à plumes de Gérard Oury : un flic
- 1987 : Vent de panique de Bernard Stora : le guichetier SNCF
- 1989 : Comédie d'été de Daniel Vigne : Mathieu
- 1989 : La Vie et rien d'autre de Bertrand Tavernier : l'homme sans jambe
- 1990 :  Le Château de ma mère d'Yves Robert : Bouzigue
- 1990 : Lacenaire de Francis Girod : Douchy
- 1991 : La Neige et le Feu de Claude Pinoteau
- 1992 : Le Bal des casse-pieds d'Yves Robert : Marius
- 1994 : Aux petits bonheurs de Michel Deville
- 1995 : Fast de Dante Desarthe: l'assistant de M. Humbert
- 1996 : Bernie de Albert Dupontel : le député Vallois
- 1998 : Dieu seul me voit de Bruno Podalydès : Patrick
- 1999 : Le Créateur d'Albert Dupontel : Victor
- 2000 : André le magnifique d'Emmanuel Silvestre et Thibault Staib : Couderc
- 2001 : Liberté-Oléron de Bruno Podalydès : Éponge
- 2002 : Monique : toujours contente de Valérie Guignabodet : Marc
- 2003 : Rire et Châtiment d'Isabelle Doval : Pierre
- 2005 : Aux abois de Philippe Collin : Daubelle
- 2006 : Enfermés dehors de Albert Dupontel : Jacques Duval-Riché
- 2009 : Bancs publics (Versailles Rive-Droite) de Bruno Podalydès : le client au forêt
- 2009 : Le Vilain de Albert Dupontel : M. Cozic
- 2009 : Le Concert de Radu Mihaileanu
- 2010 : Chicas de Yasmina Reza : Patrick
- 2012 : Les Saveurs du palais de Christian Vincent : Coche-Dury
- 2013 : 9 mois ferme d'Albert Dupontel : le juge De Bernard
- 2014 : Libre et assoupi de Benjamin Guedj
- 2014 : Gemma Bovery d'Anne Fontaine : le docteur Rivière
- 2014 : SMS de Gabriel Julien-Laferrière : un policier
- 2016 : La Fille de Brest d'Emmanuelle Bercot : Aubert
- 2017 : Au revoir là-haut d'Albert Dupontel : Labourdin, le maire
- 2018 : Bécassine ! de Bruno Podalydès : Cyprien
- 2019 : Une intime conviction d'Antoine Raimbault : Olivier Durandet
- 2019 : Jusqu'ici tout va bien de Mohamed Hamidi : Contrôleur URSSAF
- 2019 : Premier de la classe de Stéphane Ben Lahcene : Le Directeur
- 2020 : Le Prince oublié de Michel Hazanavicius : Bernard
- 2020 : Adieu les cons d'Albert Dupontel : M. Kurtzman
- 2020 : Seize printemps de Suzanne Lindon : Le chef décorateur
- 2020 : Les Deux Alfred de Bruno Podalydès : Le chauffeur VTC
- 2021 : Tokyo Shaking d'Olivier Peyon : Dominique Besse
- 2021 : Le Sens de la famille de Jean-Patrick Benes : Docteur Petrowski
- 2021 : C'est quoi ce papy ?! de Gabriel Julien-Laferrière : Médecin
- 2021 : Le Trésor du Petit Nicolas de Julien Rappeneau : Grifaton
- 2021 : On est fait pour s'entendre de Pascal Elbé : Philippe
- 2022 : Rumba la vie de Franck Dubosc : Philippe
- 2022 : Irréductible de Jérôme Commandeur : Jean-François Porrier
- 2022 : Maria rêve de Lauriane Escaffre et Yvonnick Muller : Oratio
- 2022 : Mascarade de Nicolas Bedos : Claude
- 2023 : L'Amour et les Forêts de Valérie Donzelli : Jérôme Vierson
- 2023 : Coup de chance de Woody Allen : Doug
- 2023 : Second Tour d'Albert Dupontel : M. Robard
- 2025 : Le Mélange des genres de Michel Leclerc : Félix
- 2025 : La Bonne Étoile de Pascal Elbé
- 2026 : Changer l'eau des fleurs de Jean-Pierre Jeunet

### Télévision

#### Téléfilms
- 1985 : Le Canon paisible de Stéphane Bertin : Jean-Pierre
- 1990 : Six crimes sans assassins de Bernard Stora : l'agent couloir
- 1991 : Strangers dans la nuit de Sylvain Madigan : Alex Bouin
- 1993 : Chambre froide de Sylvain Madigan
- 1994 : Honorin et l'enfant prodigue de Jean Chapot : Joffroy
- 1996 : Vacances bougeoises de Jean-Claude Brialy : Caruel
- 1997 : La Vie comme un dimanche de Roger Guillot : Albert Marquefabe
- 1997 : Liberty Bar de Michel Favart
- 1999 : Chasseurs d'écume de Denys Granier-Deferre : Luc
- 2003 : La Vie érotique de la grenouille de Bertrand Arthuys : Édouard
- 2003 : Procès de famille de Alain Tasma : Yves Gaucher
- 2003 : Éliane de Caroline Huppert
- 2005 : Je t'aime à te tuer de Alain Wermus : Armand
- 2006 : La Dame d'Izieu de Alain Wermus : le comédien
- 2008 : L'Abolition de Jean-Daniel Verhaeghe : l’avocat général
- 2009 : Clara, une passion française de Sébastien Grall : Georges Schreiber
- 2010 : Le Roi, l'Écureuil et la Couleuvre de Laurent Heynemann : Louis Le Vau
- 2010 : Un gentilhomme de Laurent Heynemann : Lerible
- 2010 : Un bébé pour mes 40 ans de Pierre Joassin
- 2012 : Jeux dangereux de Régis Musset : Geoffroy Treil
- 2012 : L'Été des Lip de Dominique Ladoge : Burgy
- 2013 : La Rupture de Laurent Heynemann : Charles Pasqua
- 2014 : Couleur locale de Coline Serreau : Fabien de Mareuil
- 2014 : La Loi de Christian Faure : Charles Pasqua
- 2015 : Merci pour tout Charles d'Ernesto Oña : Charles

#### Séries télévisées
- 1997 : Maigret, épisode Maigret et le Liberty Bar : Inspecteur Boutigues
- 1997 : Sud lointain de Thierry Chabert : Scotto
- 1999 : Les Bœuf-carottes, épisode Soupçons : Harrosh
- 2001 : Joséphine, ange gardien, épisode La fautive : Denis
- 2004 : Sauveur Giordano, épisode Disparitions : Captaine Muller
- 2005 - 2006 : Mademoiselle Joubert (série 5 épisodes) : Pierre Dufoix
- 2005 : Les Rois maudits de Josée Dayan : Portefruit
- 2006 : David Nolande de Nicolas Cuche : Sylvain
- 2008 : Joséphine, ange gardien, épisode Le festin d'Alain : François
- 2011 : Fais pas ci, fais pas ça (saison 4, épisode 8  Engagez-vous !) : Richard, le patron du camping aux yourtes mongoles
- 2012 : Le Sang de la vigne, épisode Question d'eau-de-vie... ou de mort : commandant Lazare
- 2012 : Famille d'accueil, épisode Sauvageon : Ged
- 2015 : Peplum, épisode Les Complots de Philippe Lefebvre : le soldat bourreau
- 2017 : Dix pour cent, épisode Juliette : Jean-Denis Gillières
- 2018 : Les Chamois de Philippe Lefebvre : père Cyril
- 2020 : Faites des gosses de Philippe Lefebvre : Monsieur Paquet
- 2020 : Scènes de ménages (guest) : l'avocat de Philippe
- 2023 : Tapie (série TV)  de Tristan Séguéla : Jean-Pierre Bernès
- 2023 : Dans l'ombre de Pierre Schoeller : Le Major

### Clip
En 2009, il joue dans le clip de Mickey 3D Méfie-toi l'escargot.

## Théâtre
- 1988 : Les Sincères de Marivaux, mise en scène Jean-Pierre Miquel, Rencontres d'été de la Chartreuse de Villeneuve-lès-Avignon
- 1988 : L'Épreuve de Marivaux, mise en scène Jean-Pierre Miquel
- 1989 : Œdipe tyran de Sophocle, mise en scène Jean-Pierre Vincent, Festival d'Avignon, 1990 : Théâtre Nanterre-Amandiers, Comédie de Caen
- 1989 : Œdipe à Colone de Sophocle, mise en scène Jean-Pierre Vincent, Festival d'Avignon, 1990 : Théâtre Nanterre-Amandiers, Comédie de Caen

- 1990 : Ruy Blas de Victor Hugo mise en scène Nicolas Lormeau Théâtre de Sartrouville et tournée en France.
- 1990 : Les Fourberies de Scapin de Molière, mise en scène de Jean-Pierre Vincent, Festival d'Avignon, Théâtre Nanterre-Amandiers
- 1991 : Les Fourberies de Scapin de Molière, mise en scène de Jean-Pierre Vincent, Théâtre de Nice, Théâtre Mogador
- 1992 : Les Caprices de Marianneet Fantasio de Alfred de Musset, mise en scène Jean-Pierre Vincent
- 1993 : L'Avare de Molière, mise en scène Jean-Luc Moreau, Théâtre des Bouffes-Parisiens
- 1993 : Le Chevalier d'Olmedo de [Lope de Vega], mise en scène Luis Pascual, Théâtre de l'Odéon
- 1994 : La Folle de Chaillot de Jean Giraudoux, mise en scène Jean-Luc Tardieu
- 1995 : Un ennemi du peuple de Henrik Ibsen, mise en scène Jean-Luc Tardieu
- 1997 : Les Jumeaux vénitiens de Goldoni, mise en scène Gildas Bourdet, Théâtre Hébertot
- 1999 : Naïs de Marcel Pagnol, mise en scène Philippe Uchan

- 2000 : Paradis perdu  de David Mamet, mise en espace Pierre Laville, Théâtre du Rond-Point
- 2000 :  Glengarry de David Mamet, mise en scène Marcel Maréchal, Théâtre du Rond-Point
- 2001 : Le Tartuffe ou l'Imposteur de Molière mise en scène Jean-Claude Brialy
- 2002 : Madame Sans-Gêne de Victorien Sardou, mise en scène Alain Sachs, Théâtre Antoine
- 2003 : Remue-ménage de Alan Ayckbourn, mise en scène Pierre Mondy
- 2004 : Le Prince travesti de Marivaux, mise en scène Nicolas Briançon, Festivalss d'été
- 2007 : Un fil à la patte de Georges Feydeau, mise en scène Alain Sachs
- 2007 : Victor ou les Enfants au pouvoir de Roger Vitrac, mise en scène Alain Sachs, Théâtre Antoine
- 2008 : Clérambard de Marcel Aymé, mise en scène Nicolas Briançon, Théâtre Hébertot

- 2010 : Stand-Up de Gérald Sibleyras, mise en scène Jean-Luc Moreau, Théâtre Tristan-Bernard
- 2011 : Aller chercher demain de Denise Chalem, mise en scène Didier Long, Théâtre de Paris
- 2011 : Madame Sans-Gêne de Victorien Sardou, mise en scène Alain Sachs, Théâtre Antoine
- 2012 : La Femme du boulanger de Marcel Pagnol, mise en scène Alain Sachs, Théâtre Hébertot
- 2012 - 2013 : Mon drôle de Père de Bernard Slade, mise en scène Jean-Luc Moreau, Théâtre Montparnasse
- 2015 : Un temps de chien de Brigitte Buc, mise en scène Jean Bouchaud, tournée
- 2015 : Tailleur pour dames de Georges Feydeau, mise en scène Agnès Boury, Théâtre Montparnasse
- 2015 : Un avenir radieux de Gérald Sibleyras, mise en scène José Paul, Théâtre de Paris
- 2016 : Le Dîner de cons de Francis Veber, mise en scène Agnès Boury, tournée
- 2016 : Silence on tourne! de Patrick Haudecoeur et Gérald Sibleyras, mise en scène Patrick Haudecoeur, tournée
- 2017 : Silence on tourne! de Patrick Haudecoeur et Gérald Sibleyras, mise en scène Patrick Haudecoeur, théâtre Fontaine
- 2021 : Un chalet à Gstaad de et mise en scène Josiane Balasko, Théâtre des Nouveautés

## Distinctions

### Nominations
- Césars 1991 : Nomination au César du meilleur espoir masculin pour Le Château de ma mère.
- Nomination aux Molières 2001 pour "Glengarry Glen ross" de David Mamet dans la catégorie Meilleur second rôle.